# Palmarés internacional de treinadores de futebol em Portugal
Esta lista contém os títulos e troféus oficiais conquistados por treinadores de futebol em Portugal. Estão incluídas todas as competições europeias, vigentes ou extintas. 
No seu conjunto os treinadores no comando de clubes portugueses conquistaram até ao momento 4 títulos da Liga dos Campeões, 2 Ligas Europa, 2 Taças Intercontinentais, 1 Supertaça Europeia, 1 Taça das Taças, 1 Taça Intertoto, 1 Taça Latina e 1 Taça Ibérica. Portugal encontra-se em 6.º lugar no historial de conquistas europeias de clubes, à frente de países como França, Rússia ou Bélgica.    

## História
A primeira competição europeia que contou com a participação de clubes portugueses foi a Taça Latina, prova precursora da Taça dos Clubes Campeões Europeus. Criada na época 1948–49 sob a chancela de Jules Rimet, Presidente da FIFA, a Taça Latina reunia os campeões nacionais de Portugal, Espanha, França e Itália e era organizada por um comité que reunia representantes das Federações Nacionais dos quatro países. Logo na 1.ª edição o Sporting apurou-se para a final, na que foi a 1.ª final europeia da história do futebol português. O Sporting perdeu essa final para o Barcelona, o 1.º campeão latino da história. A 2.ª edição foi conquistada pelo Benfica, numa finalíssima (repetição da final) disputada contra o Bordéus no Estádio Nacional, no Jamor. O Benfica seria finalista da última edição da prova, na época 1956–57.
Em 1954–55 foi criada a Taça dos Clubes Campeões Europeus, que reunia os campeões nacionais dos diversos países europeus. O Benfica sagrou-se bicampeão europeu, tendo vencido consecutivamente a Taça dos Clubes Campeões Europeus nas épocas 1960–61 e 1961–62. O Benfica viria depois a ser finalista da prova nas épocas 1962–63, 1964–65, 1967–68, 1987–88 e 1989–90. O FC Porto venceu a Taça dos Clubes Campeões Europeus em 1986–87 e, já depois de implementada a nova designação de Liga dos Campeões da UEFA, venceu novamente a prova na época 2003–04.[carece de fontes?]
A Taça das Taças, criada em 1960–61 para ser disputada pelos vencedores das Taças nacionais, era ao tempo a 2.ª competição europeia mais importante. O Sporting conquistou a Taça das Taças na época 1963–64, após vencer na finalíssima o MTK Budapeste. O FC Porto seria finalista da prova em 1983–84.[carece de fontes?]
Criada em 1971–72 a Taça UEFA, sucessora da Taça das Cidades com Feiras, começou por ser a 3.ª competição da hierarquia europeia, passando a 2.ª prova aquando da extinção da Taça das Taças em 1999. O 1.º finalista português na Taça UEFA foi o Benfica, na época 1982–83. O FC Porto venceu a Taça UEFA em 2002–03 e, já sob a nova designação de Liga Europa, em 2010–11. O Sporting foi finalista da prova em 2004–05. O Benfica seria novamente finalista nas épocas 2012–13 e 2013–14.[carece de fontes?]
A Supertaça Europeia foi criada em 1971–72 para ser disputada entre o campeão europeu e o vencedor da Taça das Taças, tendo este último sido substituído pelo vencedor da Taça UEFA (hoje Liga Europa) a partir de 2000. Esta competição foi conquistada pelo FC Porto em 1986–87, tendo perdido a disputa da prova nas épocas 2002–03, 2003–04 e 2010–11. Em 1983 foi disputada a única edição oficial da Taça Ibérica, organizada pela Federação Portuguesa de Futebol e pela Real Federação Espanhola de Futebol. Tal como a competição homónima disputada em rugby, a Taça Ibérica em futebol seria disputada pelos campeões nacionais de Portugal e Espanha, cabendo à Federação Portuguesa providenciar o troféu já que seria em Portugal a disputa da 2.ª mão que concluiria a prova. O Benfica, campeão português à época, venceu o Atlético de Bilbao, campeão espanhol, e conquistou a Taça Ibérica. 
A Taça Intertoto foi uma competição originariamente criada em 1961. Entre 1967 e 1994 a prova foi unicamente disputada por grupos, com os primeiros classificados de cada grupo a não serem considerados campeões, já que as disputas eram apenas em seus grupos específicos. Neste período Sporting (1968), CUF Barreiro (1974) e Belenenses (1975) venceram os seus grupos e receberam os respectivos prémios monetários. Em 1995 a UEFA assumiu a organização da prova, passando a Taça Intertoto a dar acesso à Taça UEFA. Durante a organização da UEFA o único clube português que recebeu o troféu de vencedor da Taça Intertoto foi o SC Braga em 2008, naquela que foi a última edição da prova.

## Palmarés
| Nº  | Treinador                | Carreira  | Clube    | Vigentes | Vigentes      | Vigentes  | Extintas | Extintas | Extintas | Extintas | Extintas | Total |   |   |   |   |   |
| --- | ------------------------ | --------- | -------- | -------- | ------------- | --------- | -------- | -------- | -------- | -------- | -------- | ----- | - | - | - | - | - |
| Nº  | Treinador                | Carreira  | Clube    | 1º       | Béla Guttmann | 1933–1973 | Benfica  | 2        | -        | -        | -        | Total | - | - | - | - | 2 |
| 2º  | José Mourinho (62)       | 2000      | FC Porto | 1        | 1             | -         | -        | -        | -        | -        | -        | 2     |   |   |   |   |   |
| 3º  | Artur Jorge (79)         | 1980–2015 | FC Porto | 1        | -             | -         | -        | -        | -        | -        | -        | 1     |   |   |   |   |   |
| 4º  | Tomislav Ivic            | 1972–2004 | FC Porto | -        | -             | 1         | 1        | -        | -        | -        | -        | 2     |   |   |   |   |   |
| 5º  | André Villas-Boas (47)   | 2009      | FC Porto | -        | 1             | -         | -        | -        | -        | -        | -        | 1     |   |   |   |   |   |
| 6º  | Victor Fernandez (64)    | 1990      | FC Porto | -        | -             | -         | 1        | -        | -        | -        | -        | 1     |   |   |   |   |   |
| 7º  | Anselmo Fernandez        | 1962–1968 | Sporting | -        | -             | -         | -        | 1        | -        | -        | -        | 1     |   |   |   |   |   |
| 8º  | Ted Smith                | 1948–1973 | Benfica  | -        | -             | -         | -        | -        | 1        | -        | -        | 1     |   |   |   |   |   |
| 9º  | Sven-Göran Eriksson (77) | 1977      | Benfica  | -        | -             | -         | -        | -        | -        | 1        | -        | 1     |   |   |   |   |   |
| 10º | Jorge Jesus (70)         | 1990      | SC Braga | -        | -             | -         | -        | -        | -        | -        | 1        | 1     |   |   |   |   |   |

* A idade dos treinadores vivos encontram-se indicada junto do nome.